# めざせ!佐賀博士
めざせ！佐賀博士（ -さがはかせ）は、NHK佐賀放送局が開局70周年を迎えた2011年（平成23年度）に記念番組として制作した教育番組（学校放送）のシリーズである。小学校3～4年生向けの社会科番組。

## 概要
この番組は、佐賀県内の小学校で使われている副読本「わたしたちの佐賀県」の内容を参考に作られており、監修などでは学校現場の教職員も協力している。一番組5分間で、佐賀県の自然や産業、文化などを紹介しており、全20話。佐賀県内でローカル放送されたほか、ホームページでも動画を見ることができる。制作にあたってはNHKが過去に蓄積してきた佐賀県の映像資料が活用されている。

## 放送時間
- NHK総合・佐賀県ローカル（2011年度）：隔週土曜日 12:40 - 12:45

## 内容
主人公はNHK佐賀放送局の開局70周年キャラクター･ギュッとくん(声：三平泰丈アナウンサー)。彼が佐賀県内各地のご当地キャラクターたちとストーリーを展開させる演出が多い。番組のオープニングに旧大和町の萌えキャラまほろちゃんが登場する。
- 第1回「佐賀を空から見てみよう」
- 第2回「佐賀平野の農業」
- 第3回「山あいの農業」
- 第4回「牛を育てる」
- 第5回「有明海に生きる」
- 第6回「玄界灘のさち」
- 第7回「佐賀の茶文化」
- 第8回「シュガーロード」
- 第9回「佐賀県の交通」
- 第10回「ゆたかな自然と生き物」
- 第11回「身近な歴史遺産」
- 第12回「焼き物と佐賀県」
- 第13回「古いフィルムを見てみよう」
- 第14回「佐賀県の薬」
- 第15回「守りつがれる祭り」
- 第16回「治水と水利」
- 第17回「放送局の仕事」
- 第18回「佐賀県のエネルギー」
- 第19回「ものを作る産業」
- 最終回「佐賀県の観光」

## スタッフ
- アニメーション - コゴロー･アート･ラボ
- テーマ音楽 - 弓削田健介
- 撮影 - 保利一誠